# کالروو راوهالا
کالروو راوهالا (فنلاندی: Kalervo Rauhala; ۱۹ اکتبر ۱۹۳۰ – ۲۱ سپتامبر ۲۰۱۶) کشتی‌گیر اهل فنلاند بود.